# Maria Mazina
Maria Valeryevna Mazina (Moscou, 18 de abril de 1964) é uma ex-esgrimista russa-soviética de espada. Mazina integrou a equipe russa que conquistou as medalhas de bronze e ouro nos Jogos Olímpicos de Atlanta (1996) e Sydney (2000).

## Biografia
Mazina é judia e nasceu em Moscou, Rússia. Ela reside em sua cidade natal.

## Carreira

### Jogos Olímpicos
Mazina participou de duas olimpíadas: os Jogos de Atlanta e os Jogos de Sydney. Em 1996, estreou no evento individual vencendo a porto-riquenha Mitch Escanellas; contudo, uma derrota para italiana Elisa Uga decretou sua eliminação na segunda rodada. Já por equipes, integrou a equipe russa juntamente com Karina Aznavuryan e Yuliya Garayeva. Mazina contribuiu ativamente na primeira rodada, quando derrotou as três partidas contra as japonesas Yuko Arai, Noriko Kubo e Nanae Tanaka. Na fase seguinte, continuou contribuindo com vitórias sobre as alemãs Eva-Maria Ittner e Katja Nass, além de um empate com Claudia Bokel. Contudo, a equipe russa foi eliminada pela França nas semifinais. Na disputa pelo bronze, Mazina não obteve um bom desempenho, mas conquistou a medalha com uma vitória da Rússia por um toque.
Quatro anos depois, nos Jogos de Sydney, terminou na décima primeira colocação no individual. Na ocasião, classificou-se automaticamente para a segunda fase, quando triunfou sobre sua compatriota e companheira de equipe Aznavuryan, mas foi derrotada pela italiana Margherita Zalaffi na fase seguinte. Por equipes, retornou a integrar, desta vez com Aznavuryan, Oksana Yermakova e Tatyana Logunova. A Rússia eliminou Alemanha e Hungria antes de conquistar a medalha de ouro sobre a Suíça.

### Campeonatos Mundiais
Mazina conquistou cinco medalhas de ouro em Campeonatos Mundiais.

### Macabíadas
Em 2001, Mazina conquistou a medalha de ouro nas Macabíadas.

## Pós-esgrima
Após encerrar as atividades como esgrimista, Mazina se tornou instrutora do Maccabi Moscow, clube que integra como membro desde 1995. Ela visitou Israel para um programa deste clube. Em 2015, tornou-se a treinadora da equipe russa de espada.